# آلاینده دارویی پایدار زیست‌محیطی

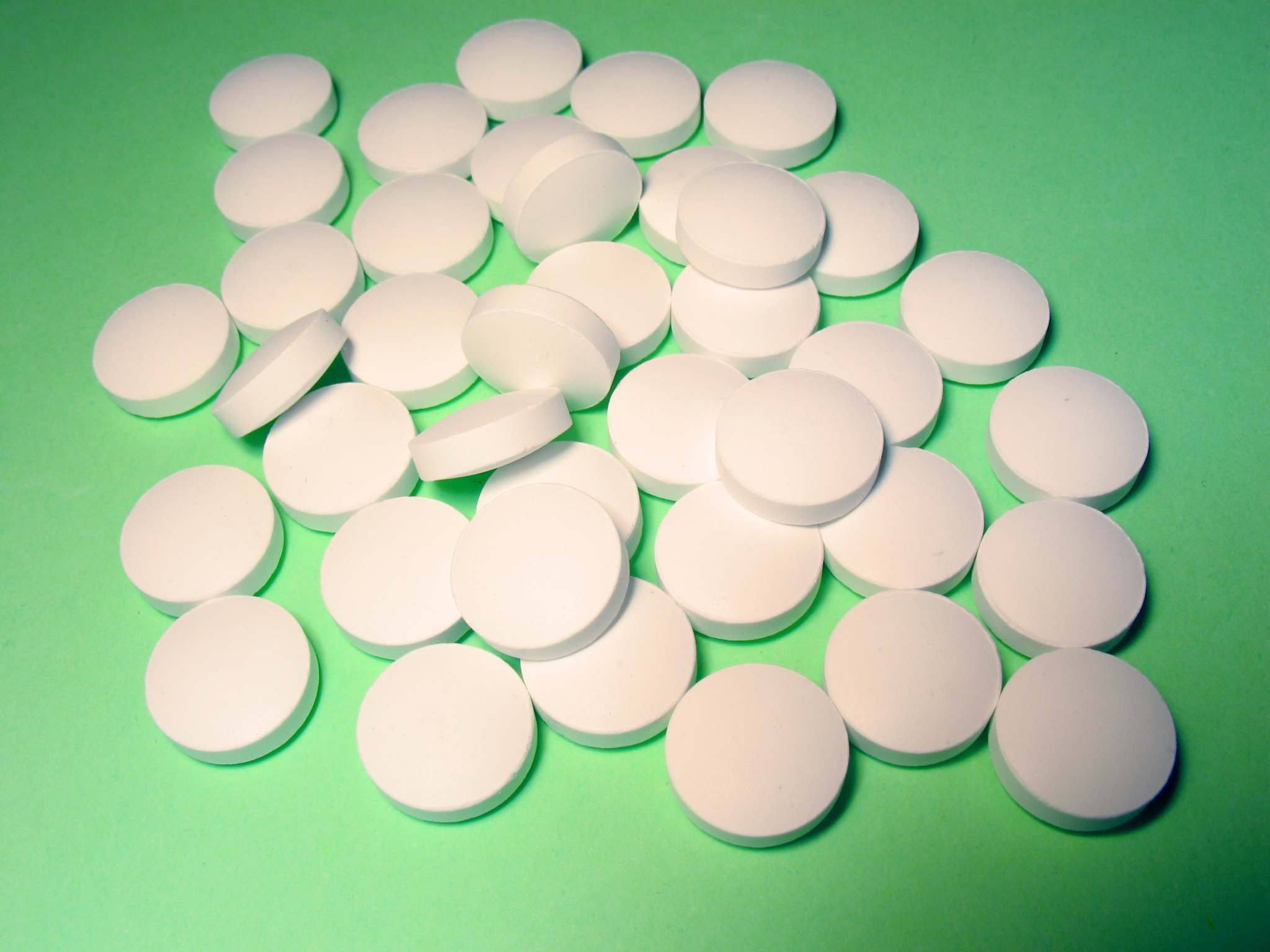
داروی تجویزی پیامدهای شناخته‌شده و ناشناخته مختلفی بر محیط زیست دارند.

واژه آلاینده‌های دارویی پایدار محیطی (به انگلیسی: Environmental persistent pharmaceutical pollutant) برای نخستین بار در نامزدی دارو و محیط زیست در سال ۲۰۱۰ به عنوان یک موضوع نوظهور در یک رویکرد راهبردی برای مدیریت بین‌المللی مواد شیمیایی (SAICM) توسط انجمن بین‌المللی پزشکان محیط زیست (ISDE) پیشنهاد شد). مشکلات ایجادشده از آلاینده دارویی پایدار زیست‌محیطی به‌طور موازی تحت پیامدهای زیست‌محیطی داروها و محصولات مراقبت شخصی (PPCP) توضیح داده شده‌است. اتحادیه اروپا پسماندهای دارویی با پتانسیل آلودگی آب و خاک را همراه با دیگر ریزآلاینده‌ها در زیر «مواد اولویت‌دار» خلاصه می‌کند.